# Cap Chélidonia

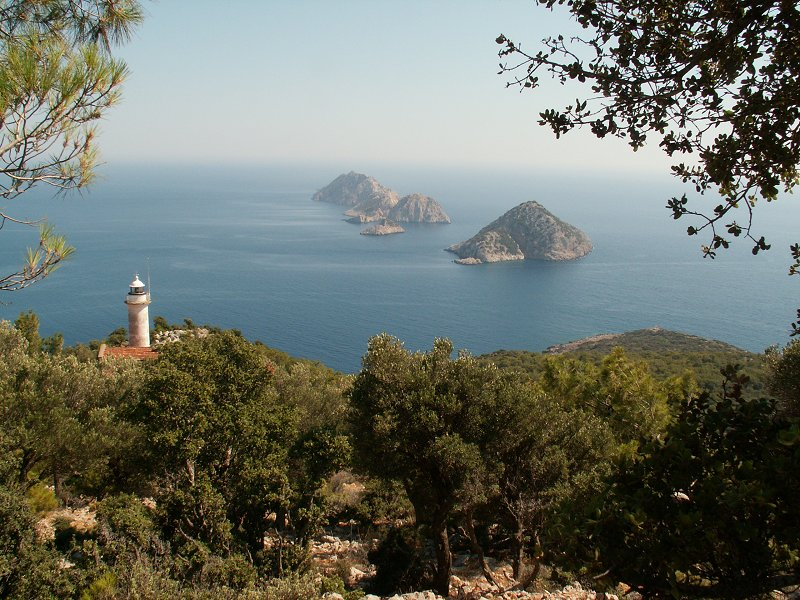
Phare du cap Chélidonia

Le cap Chélidonia (ou Chélidoine, Celidonio et autres variantes), en turc Gelidonya, est un cap de la côte sud de l'Anatolie, séparant la baie de Finike à l'ouest, du golfe d'Antalya à l'est.
Son nom vient du grec et signifie « cap des hirondelles ».
C'est le site du naufrage d'un navire de l'âge du bronze (- 1200 av. EC), découvert par George Bass.